# Oudsbergen
Oudsbergen (Limburgs: Audsberge) is een gemeente in de Belgische provincie Limburg die op 1 januari 2019 is ontstaan uit de fusie van Meeuwen-Gruitrode en Opglabbeek. De nieuwe fusiegemeente telt ruim 23.000 inwoners en is met haar 116,24 km² de grootste in oppervlakte van Limburg. De naam verwijst naar de Oudsberg, een natuurgebied dat aan beide voormalige gemeenten grenst.

## Etymologie
De naam van de gemeente verwijst naar de Oudsberg. Dat is de grootste van een aantal landduinen die gelegen is op de grens van beide voormalige gemeenten waaruit Oudsbergen in 2019 ontstond. De Oudsberg is ook de naam van het omliggende natuurgebied.

## Natuur

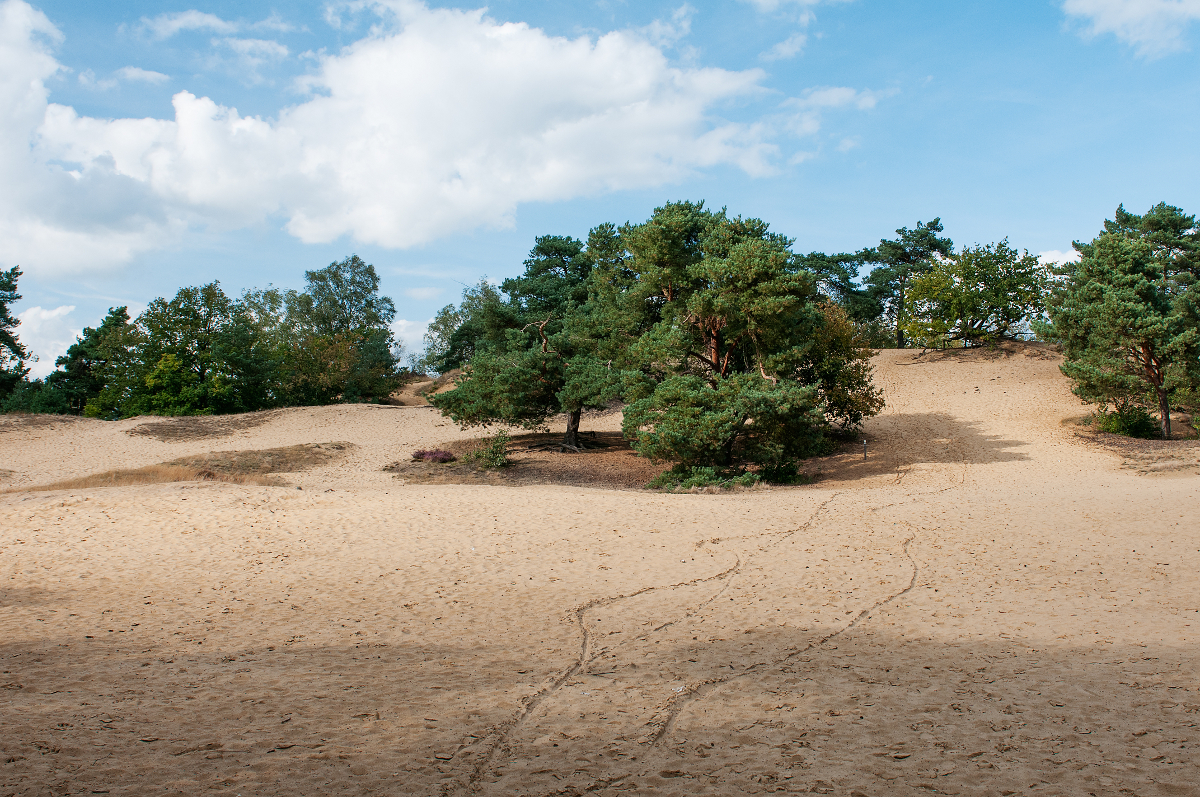
Gezicht op de Oudsberg

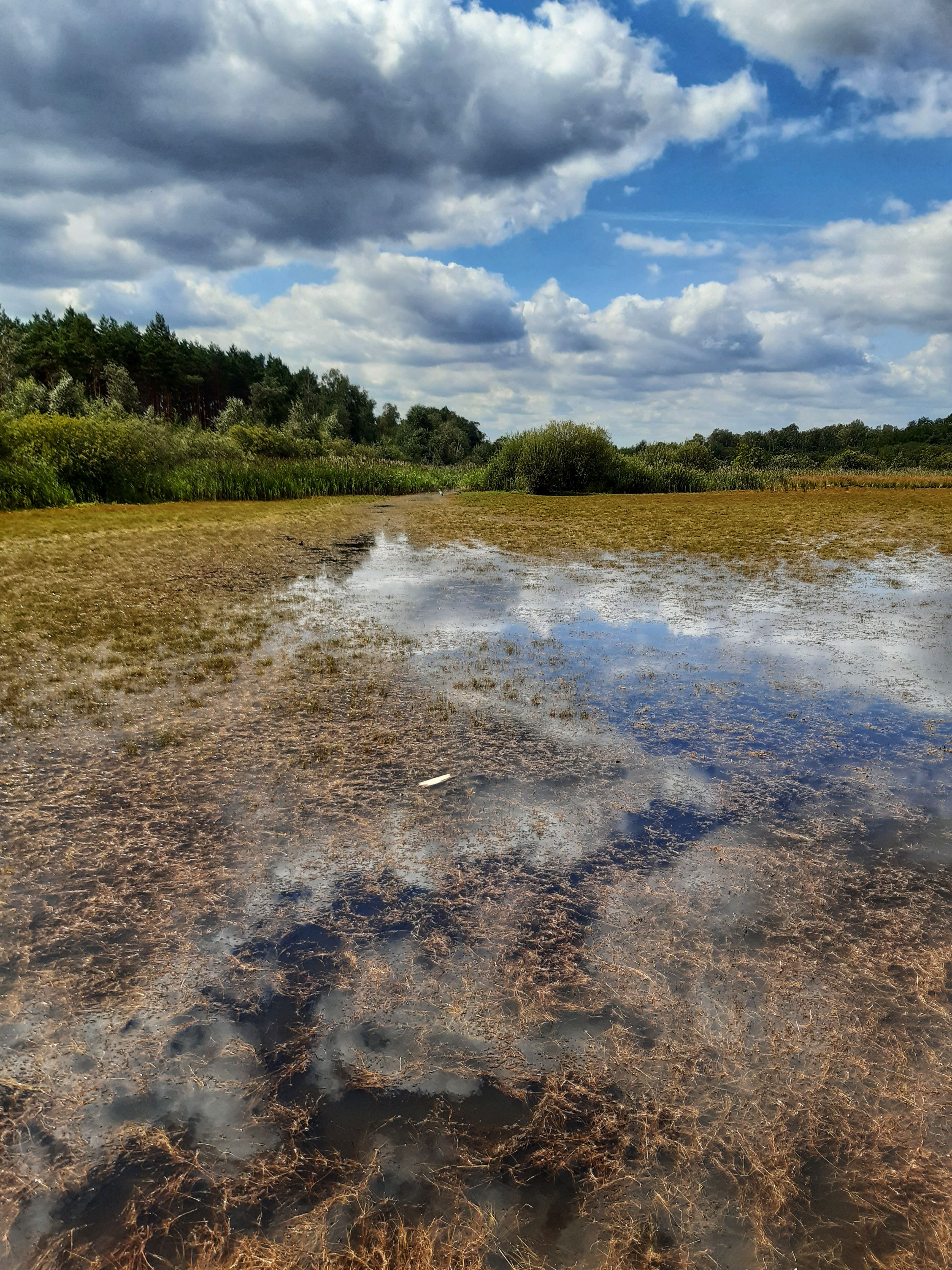
Broekven

Oudsbergen is een groene gemeente, gelegen in de Duinengordel. Naast het natuurgebied rond de Oudsberg, die de grootste en hoogste stuifduin van Vlaanderen is, liggen ook de natuurgebieden Ophovenerheide, Donderslagse Heide en Solterheide op het grondgebied. In de verschillende natuurgebieden zijn door de zandverstuiving vennen ontstaan zoals de Ruiterskuilen en het Broekven.
In het Gruitroderbos loopt de historische doorgang de Geuzenbaan. De baan dankt haar naam aan de passage van Willem van Oranje in 1568 na de Slag bij Geldenaken. De Geuzenbaan behoort vandaag tot het Limburgs fietsroutenetwerk.
Door de gemeente lopen de rivieren de Itterbeek en de Abeek. De bron van de Itterbeek bevindt zich vlak bij de Commanderij van Gruitrode. Ze mondt nabij Thorn uit in de Maas. Aan de rivieren bevinden zich enkele molens zoals de Dorpermolen in Meeuwen.
Oudsbergen is ook bekend als vestigingsplaats van een Limburgs wolvenkoppel met nest.

## Geschiedenis
In november 2016 kwam er een principiële goedkeuring van de beide gemeenteraden van Meeuwen-Gruitrode en Opglabbeek omtrent de fusie. Op 9 mei 2017 is de nieuwe naam bekendgemaakt. De naam van de fusiegemeente kwam tot stand na een volksraadpleging, waarbij de inwoners ouder dan 12 jaar mochten kiezen uit 4 namen - Oudsbergen, Oudsberg, Donderslag en Broekstede - die een volksjury geselecteerd had uit bijna 900 inzendingen. De keuze voor Oudsbergen was zeer overtuigend met 63% van de stemmen. De andere namen (Donderslag: 12,7%, Oudsberg: 12,5%, Broekstede: 12,1%) volgden op geruime afstand.
Op 26 juni 2017 werd de fusie van de beide gemeenten door hun gemeenteraden definitief goedgekeurd en met het decreet van 4 mei 2018 werd deze door Vlaanderen bekrachtigd. Deze fusie is de enige van de reeks van 2018 die ook wijzigingen aan de arrondissementen betekent: Opglabbeek hoorde tot het arrondissement Hasselt, maar de fusiegemeente ging, net als Meeuwen-Gruitrode, tot het arrondissement Maaseik behoren.

## Kernen

### Deelgemeenten
| # | Naam         | Opp. (km²) | Inwoners (2020) | Inwoners per km² | NIS-code |
| - | ------------ | ---------- | --------------- | ---------------- | -------- |
| 1 | Opglabbeek   | 25,06      | 10.464          | 418              | 71047A   |
| 2 | Meeuwen      | 32,54      | 5.721           | 176              | 72040A   |
| 3 | Wijshagen    | 13,13      | 1.642           | 125              | 72040B   |
| 4 | Ellikom      | 5,79       | 1.198           | 207              | 72040C   |
| 5 | Gruitrode    | 36,88      | 3.694           | 100              | 72040D   |
| 6 | Neerglabbeek | 2,97       | 889             | 300              | 72040E   |

### Overige kernen
De kerkdorpen Louwel en Nieuwe Kempen en het gehucht met kapel Plokrooi.

## Demografische ontwikkeling
Alle historische gegevens hebben betrekking op de huidige gemeente, inclusief deelgemeenten, zoals ontstaan na de fusie van 1 januari 2019.
| Inwoners van jaar tot jaar op 1 januari 1992 tot heden | Inwoners van jaar tot jaar op 1 januari 1992 tot heden | Inwoners van jaar tot jaar op 1 januari 1992 tot heden |
| jaar                                                   | Aantal                                                 | Evolutie: 1992=index 100                               |
| ------------------------------------------------------ | ------------------------------------------------------ | ------------------------------------------------------ |
| 1992                                                   | 19.795                                                 | 100,0                                                  |
| 1993                                                   | 20.063                                                 | 101,4                                                  |
| 1994                                                   | 20.300                                                 | 102,6                                                  |
| 1995                                                   | 20.521                                                 | 103,7                                                  |
| 1996                                                   | 20.854                                                 | 105,3                                                  |
| 1997                                                   | 21.086                                                 | 106,5                                                  |
| 1998                                                   | 21.361                                                 | 107,9                                                  |
| 1999                                                   | 21.518                                                 | 108,7                                                  |
| 2000                                                   | 21.644                                                 | 109,3                                                  |
| 2001                                                   | 21.766                                                 | 110,0                                                  |
| 2002                                                   | 21.771                                                 | 110,0                                                  |
| 2003                                                   | 21.843                                                 | 110,3                                                  |
| 2004                                                   | 21.858                                                 | 110,4                                                  |
| 2005                                                   | 21.921                                                 | 110,7                                                  |
| 2006                                                   | 22.190                                                 | 112,1                                                  |
| 2007                                                   | 22.329                                                 | 112,8                                                  |
| 2008                                                   | 22.471                                                 | 113,5                                                  |
| 2009                                                   | 22.684                                                 | 114,6                                                  |
| 2010                                                   | 22.885                                                 | 115,6                                                  |
| 2011                                                   | 23.012                                                 | 116,3                                                  |
| 2012                                                   | 23.122                                                 | 116,8                                                  |
| 2013                                                   | 23.226                                                 | 117,3                                                  |
| 2014                                                   | 23.202                                                 | 117,2                                                  |
| 2015                                                   | 23.214                                                 | 117,3                                                  |
| 2016                                                   | 23.379                                                 | 118,1                                                  |
| 2017                                                   | 23.375                                                 | 118,1                                                  |
| 2018                                                   | 23.423                                                 | 118,3                                                  |
| 2019                                                   | 23.532                                                 | 118,9                                                  |
| 2020                                                   | 23.615                                                 | 119,3                                                  |
| 2021                                                   | 23.520                                                 | 118,8                                                  |
| 2022                                                   | 23.611                                                 | 119,3                                                  |
| 2023                                                   | 23.791                                                 | 120,2                                                  |
| 2024                                                   | 23.875                                                 | 120,6                                                  |
| 2025                                                   | 23.871                                                 | 120,6                                                  |

## Politiek

### Structuur
De gemeente Oudsbergen ligt in het kieskanton Bree (dat identiek is aan het provinciedistrict Bree) en het kiesarrondissement Hasselt-Tongeren-Maaseik (identiek aan de kieskring Limburg).
| Opglabbeek       | Opglabbeek       | Supranationaal         | Nationaal                         | Nationaal          | Gemeenschap       | Gewest            | Provincie         | Arrondissement           | Provinciedistrict | Kanton          | Gemeente        |
| ---------------- | ---------------- | ---------------------- | --------------------------------- | ------------------ | ----------------- | ----------------- | ----------------- | ------------------------ | ----------------- | --------------- | --------------- |
| Administratief   | Niveau           | Europese Unie          | België                            | België             | Vlaanderen        | Vlaanderen        | Limburg           | Maaseik                  | Maaseik           | Maaseik         | Oudsbergen      |
| Administratief   | Bestuur          | Europese Commissie     | Belgische regering                | Belgische regering | Vlaamse regering  | Vlaamse regering  | Deputatie         | Deputatie                | Deputatie         | Deputatie       | Gemeentebestuur |
| Administratief   | Raad             | Europees Parlement     | Kamer van volksvertegenwoordigers | Vlaams Parlement   | Vlaams Parlement  | Vlaams Parlement  | Provincieraad     | Provincieraad            | Provincieraad     | Provincieraad   | Gemeenteraad    |
| Kiesomschrijving | Kiesomschrijving | Nederlands Kiescollege | Kieskring Limburg                 | Kieskring Limburg  | Kieskring Limburg | Kieskring Limburg | Kieskring Limburg | Hasselt-Tongeren-Maaseik | Bree              | Bree            | Oudsbergen      |
| Verkiezing       | Verkiezing       | Europese               | Federale                          | Federale           | Vlaamse           | Vlaamse           | Provincieraads-   | Provincieraads-          | Provincieraads-   | Provincieraads- | Gemeenteraads-  |

### Lijst van burgemeesters
| Tijdspanne | Tijdspanne   | Burgemeester          |
| ---------- | ------------ | --------------------- |
|            | 2019 - 2021  | Lode Ceyssens (CD&V)  |
|            | 2021 - 2024  | Marco Goossens (CD&V) |
|            | 2024 - heden | Ilse Wevers (CD&V)    |

### Resultaten gemeenteraadsverkiezingen sinds 2018
| Partij of kartel     | Partij of kartel                          | 14-10-2018 | 14-10-2018 | 13-10-2024 | 13-10-2024 |
| Stemmen / Zetels     | Stemmen / Zetels                          | %          | 27         | %          | 27         |
| -------------------- | ----------------------------------------- | ---------- | ---------- | ---------- | ---------- |
|                      | CD&V                                      | 54,2       | 17         | 49,6       | 14         |
|                      | N-VA1/ N-VA-Open OudsbergenA              | 21,91      | 6          | 44,0A      | 12         |
|                      | Open Oudsbergen1/ N-VA-Open OudsbergenA   | 13,41      | 3          | 44,0A      | 12         |
|                      | Groen1/ Vooruit-GroenB                    | 7,71       | 1          | 6,4B       | 1          |
|                      | Burgers Oudsbergen Samen1/ Vooruit-GroenB | 2,71       | 0          | 6,4B       | 1          |
| Totaal stemmen       | Totaal stemmen                            | 17130      | 17130      | 11900      | 11900      |
| Opkomst %            | Opkomst %                                 | 95,0       | 95,0       | 64,8       | 64,8       |
| Blanco en ongeldig % | Blanco en ongeldig %                      | 5,4        | 5,4        | 1,6        | 1,6        |

De zetels van de gevormde meerderheid staan vetjes afgedrukt. De grootste partij is in kleur.
Voor oudere verkiezingsresultaten zie de gemeenten Meeuwen-Gruitrode en Opglabbeek.

## Sport
Sinds 31 juli 2017 speelt Rugbyclub Oudsbergen (voorheen: RC Maasland) op de terreinen van voormalig voetbalclub SK Nieuwe Kempen.
In de gemeente wordt er aan topsport gedaan. Zo is handbalclub DHC Meeuwen (vrouwen) actief in de eredivisie en HHV Meeuwen (heren) in de Superliga. In het zaalvoetbal is ZVK Meeuwen actief in de Eerste klasse van de KBVB-competitie.
Daarnaast telt Oudsbergen zes voetbalclubs in de KBVB-reeksen, alle actief in de provinciale reeksen. KSK Meeuwen (met stamnummer 6240) en Sporting Nevok Gruitrode (met stamnummer 5840) zijn beide actief in de 2de provinciale. Heidebloem Wijshagen (met stamnummer 6894) en Sporting Ellikom (met stamnummer 7411) beide in de 4de provinciale. Eendracht Louwel (met stamnummer 6921) en Kabouters Opglabbeek (met stamnummer 3178) spelen beide in 3de provinciale B.
Ook heeft Oudsbergen een judoteam, genaamd Judoclub Gruitrode, dit is de grootste judoclub van Limburg en hoort bij de grootste judoclubs van België. Dit mede door het feit dat de voormalige club JC Budokwai Opglabbeek werd geïntegreerd in JC Gruitrode naar aanleiding van de fusie tussen de gemeentes Opglabbeek en Meeuwen-Gruitrode.
Ten slotte heeft de gemeente drie wielerclubs (Cycling Team de Rieten, WTC De Doortrappers en WTC De Zilvermeeuwmet), twee tennisclubs (TC Soetebeek en TCO-TC Iris) en een atletiekclub (AVT Meeuwen-Gruitrode).